# Bahnhof Schleswig
Der Bahnhof Schleswig befindet sich in der Stadt Schleswig in Schleswig-Holstein. Er liegt im Ortsteil Friedrichsberg an der Bahnstrecke Neumünster–Flensburg und wird 2019 von der Deutschen Bahn AG in der Preisklasse 5 geführt.

## Geschichte
Zahlreiche Bahnstrecken gab es um Schleswig, das schon sehr bald an das Streckennetz angeschlossen wurde. Die  Flensburg-Husum-Tönninger Eisenbahn (ab 28. März 1865 Schleswigsche Eisenbahn) errichtete die erste Strecke zwischen Tönning über Husum und Oster-Ohrstedt nach Flensburg sowie die von Oster-Ohrstedt über Klosterkrug nach Rendsburg führende Zweigstrecke, die am 25. Oktober 1854 eröffnet wurden.
Die Schleswig-Klosterkruger Eisenbahn eröffnete am 1. Juni 1858 mit der Verbindung zwischen dem Bahnhof Klosterkrug und dem Bahnhof Schleswig-Altstadt den direkten Bahnanschluss der Stadt. Vor Klosterkrug wurde der Bahnhof Schleswig-Friedrichsberg erreicht, der etwas nördlich des heutigen Bahnhofes an der Bahnstrecke Neumünster–Flensburg lag.

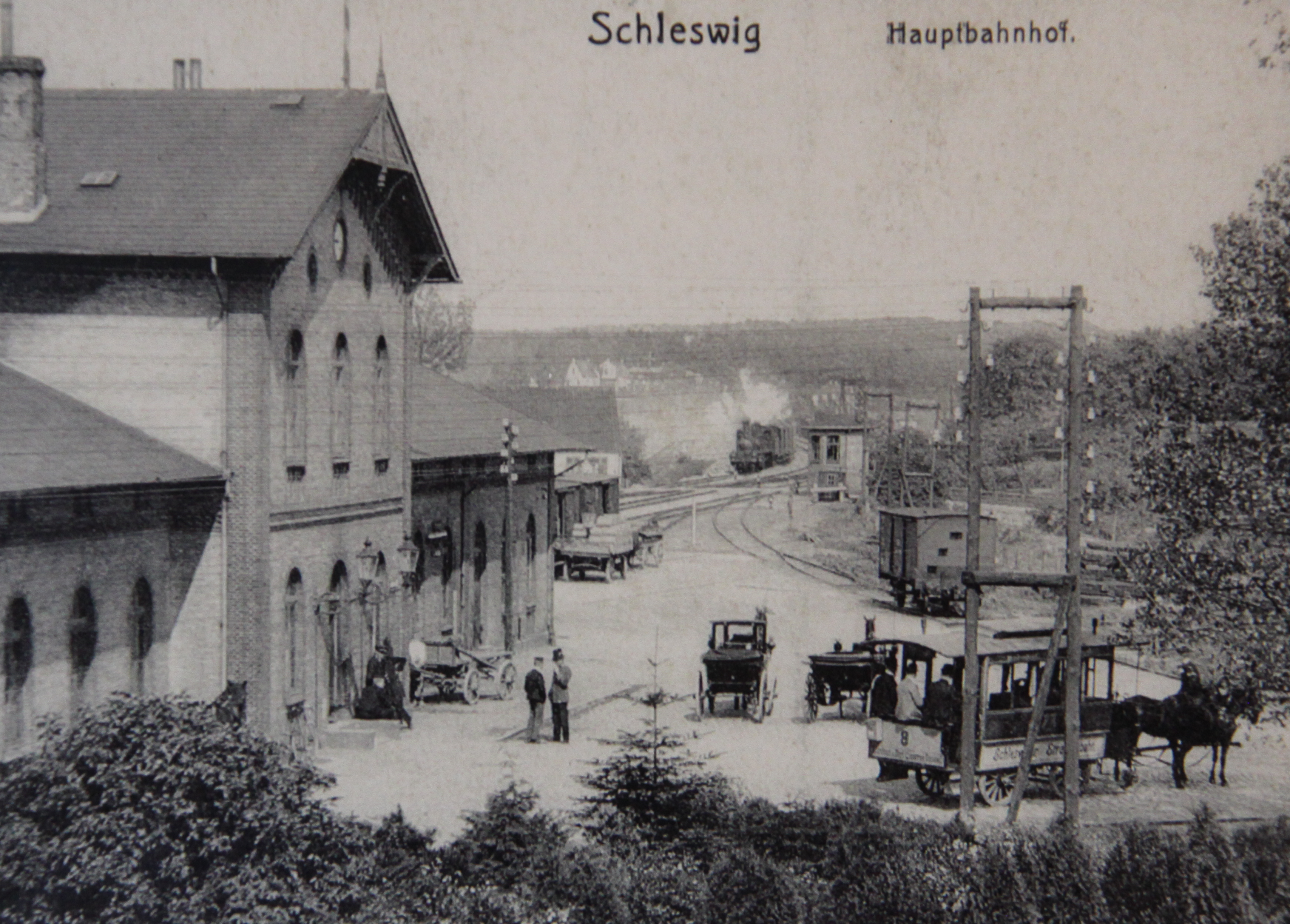
Schleswig Hauptbahnhof (1869)

Nachdem der Bahnhof am heutigen Standort mit der neuen Strecke zwischen Rendsburg und Flensburg am 29. Dezember 1869 in Betrieb ging, wurde die ursprüngliche Strecke von Ohrstedt bis südlich von Klosterkrug bis zur Einmündung in die neue Strecke abgebaut. Der nördlich von Klosterkrug liegende Teil bis Friedrichsberg wurde in die am 15. November 1880 für den Güterverkehr eröffnete „Schleibahn“ der Schleswigschen Eisenbahn-Gesellschaft zwischen Friedrichsberg und dem Bahnhof Altstadt integriert, die ab dem 15. Mai 1881 Personen beförderte.
1885 ging die drei Kilometer lange „Schleibahn“ der Schleswiger Kreisbahn mit der gesamten Schleswigschen Eisenbahn in das Eigentum der Preußischen Staatsbahn über. Ab 15. Mai 1881 wurden durch die Schleswigsche Eisenbahn-Gesellschaft Personenzüge auf der „Schleibahn“ von Friedrichsberg zur Altstadt gefahren. Die Schleswiger Straßenbahn-Gesellschaft eröffnete am 5. Juli 1890 eine Pferdebahn vom Rathaus in der Altstadt zum Bahnhof, die am 26. Mai 1936 stillgelegt und durch Omnibusse ersetzt wurde.
Die Schleibahn blieb bis zur Stilllegung am 1. Dezember 1992 stets im Eigentum der jeweiligen Staatsbahn und wurde bis 2. Oktober 1987 von der Schleswiger Kreisbahn betrieben, weil sie die Verbindung zwischen deren östlichem und westlichem Teilnetz darstellte.
Nachdem erste Planungen für eine Strecke zwischen Schleswig und Friedrichstadt schon auf das Jahr 1893 zurückgingen, wurde der Bau am 25. Juni 1903 genehmigt. Am 1. Dezember 1905 eröffnete die Schleswiger Kreisbahn vom Bahnhof Schleswig an der Staatsbahnstrecke Flensburg–Rendsburg eine 37 Kilometer lange Schienenverbindung über Wohlde und Süderstapel bis Friedrichstadt an der Eider.
Am 1. Februar 1934 wurde auf dieser Strecke der Personenverkehr eingestellt. Ab dem 2. August 1943 wurde das Gleis westlich von Wohlde abgebaut, nachdem dort der Güterverkehr zum Erliegen gekommen war. Der Ostteil dieser Strecke erhielt 1936 eine neue Bedeutung durch den Bau einer Munitionsanstalt bei Kropp und des Fliegerhorstes Schleswig bei Jagel, so dass die Luftwaffe die zehn Kilometer lange Teilstrecke Schleswig–Kropp ankaufte.
Nach dem Zweiten Weltkrieg wurde das verbliebene Teilstück Schleswig–Wohlde genutzt, um bis 13. Mai 1950 wieder Personenzüge fahren zu lassen. Anschließend folgte der Abbau westlich von Hollingstedt-Dörpstedt. Auf dem Reststück wurden bis zum Jahresende 1971 Güter befördert, bis zum 30. Dezember 1983 noch bis Kropp. Inzwischen ist diese Teilstrecke, die bis zur Stilllegung Eigentum der Bundesrepublik Deutschland blieb, abgebaut worden.
Bis 1950 bestanden vom Schleswiger Bahnhof oder vom Bahnhof Schleswig-Altstadt, der über eine drei Kilometer lange Strecke mit dem Bahnhof Schleswig verbunden war, noch Verbindungen der Schleswiger Kreisbahn nach Süderbrarup und Kappeln, nach Satrup und nach Friedrichstadt.

## Aktueller Zustand
Das denkmalgeschützte Bahnhofsgebäude aus dem Jahr 1922 wurde im August 2013 an einen Privat-Investor aus Süddeutschland verkauft. Die Renovierung/Sanierung von etwa 1.500 m² Nutzfläche im Erd-, Ober- und Dachgeschoss waren angelaufen. Bis Anfang 2017 sollte hier eine moderne Veranstaltungsstätte für die Zielgruppe 30 bis 60 Jahre mit fünf verschiedenen Bereichen entstehen. Im Oktober verhängte die Baubehörde Schleswig einen Baustopp wegen fehlender Genehmigung. Der Investor klagt seither gegen den seiner Meinung nach unrechtmäßigen Baustopp, da für gewidmete Bahnflächen alleinig das Eisenbahn-Bundesamt zuständig sei. Im August 2018 bestätigte das Verwaltungsgericht Schleswig diesen Baustopp.
Gegen das Urteil wurde beim Oberverwaltungsgericht Berufung eingelegt, die scheiterte. Der Investor geht weiterhin von einem unrechtmäßigen Baustopp aus und möchte dies notfalls vor dem Bundesverwaltungsgericht klären lassen.
Im stillgelegten und mit dem vorhandenen Schienennetz nicht mehr verbundenen ehemaligen Güterbahnhof westlich der durchgehenden Strecke liegen noch zahlreiche Gleisfragmente.
Im Dezember 2024 wurde das Reisezentrum geschlossen und durch eine Video-Servicestelle ersetzt.

## Betrieb

### Fernverkehr
Fernverkehrszüge hielten seit dem Fahrplanwechsel im Dezember 2015 nicht mehr jeden Tag in Schleswig. Zuvor war der Bahnhof Regelhalt der Intercity-Express-Züge zwischen Hamburg und Aarhus.
Seit dem 12. Februar 2021 halten mit den Intercity-Zügen auf der Relation Hamburg Hauptbahnhof–København H wieder Fernverkehrszüge und seit dem kleinen Fahrplanwechsel 2022 hält in Schleswig wieder das EuroCity-Zugpaar Flensburg–Prag.
| Linie | Verlauf                                                                                              | Fahrzeuge                          | Eisenbahnverkehrsunternehmen         |
| ----- | --- | ---------------------------------- | ------------------------------------ |
| EC 27 | Flensburg – Schleswig – Hamburg Hbf – Berlin Hbf – Dresden Hbf – Usti nad Labem hl.n. – Praha hl. n. | Siemens Vectron MS + Reisezugwagen | DB Fernverkehr AG, České dráhy       |
| IC 75 | Hamburg Hbf – Schleswig – Padborg – Odense – Kopenhagen H                                            | DSB EB + DB-Reisezugwagen          | DB Fernverkehr AG, Danske Statsbaner |

### Nahverkehr

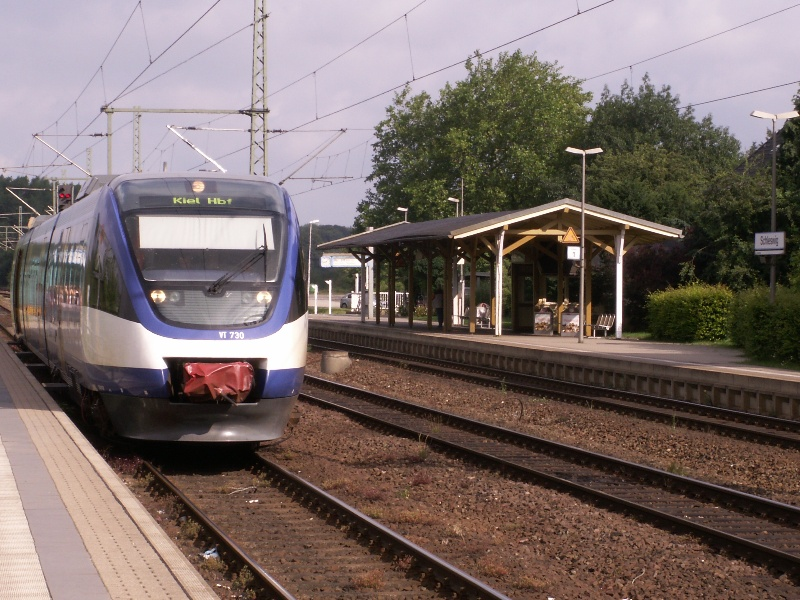
Zug der NOB nach Kiel (2007)

DB Regio Nord bietet in Schleswig im Auftrag des Nahverkehrsverbundes Schleswig-Holstein den stündlichen RE7 Hamburg Hbf–Flensburg an.
Der RE7 wurde bis Fahrplanwechsel 2014 mit leicht verändertem Haltekonzept und anderem Fahrzeugmaterial von der Regionalbahn Schleswig-Holstein unter dem Namen Schleswig-Holstein-Express gefahren. Zudem bot die Regionalbahn Schleswig-Holstein eine zweistündliche Regionalbahn an, die im Dezember 2014 im RE7 aufging. Bis Dezember 2011 wurde der RE74 als „NOB“ von der Nord-Ostsee-Bahn bedient.
Ab Dezember 2023 wurde DB Regio Nord auf der Linie RE74 von der Nordbahn Eisenbahngesellschaft abgelöst. Die Nordbahn nutzte bis zum Fahrplanwechsel 2024/2025 teilweise noch Leihfahrzeuge vom Typ LINT 41, die ab diesem Zeitpunkt von Zügen des Typs Flirt Akku ersetzt wurden.
| Linie | Verlauf                                                             | Taktfrequenz | Fahrzeuge                 | Eisenbahnverkehrsunternehmen   |
| ----- | ------------------------------------------------------------------- | ------------ | ------------------------- | ------------------------------ |
| RE7   | Hamburg – Elmshorn – Neumünster – Rendsburg – Schleswig – Flensburg | Stundentakt  | Bombardier Twindexx Vario | DB Regio Nord                  |
| RE74  | Husum – Jübek – Schleswig – Owschlag – Rendsburg – Felde – Kiel     | Stundentakt  | Alstom Coradia LINT41     | Nordbahn Eisenbahngesellschaft |

### Gleise
Der Bahnhof besitzt drei Gleise, wovon zwei an einem Bahnsteig liegen, der im Personenverkehr genutzt wird.
Die Züge fahren wie folgt:
- Gleis 1: Fernzüge Richtung Dänemark, Regionalzüge der DB Regio Nord nach Flensburg und Regionalzüge der Nordbahn nach Husum
- Gleis 3: Fern- und Regionalzüge Richtung Hamburg, Regionalzüge der DB Regio Nord nach Neumünster und Regionalzüge der Nordbahn nach Kiel